# Vardø

Poziția geografică

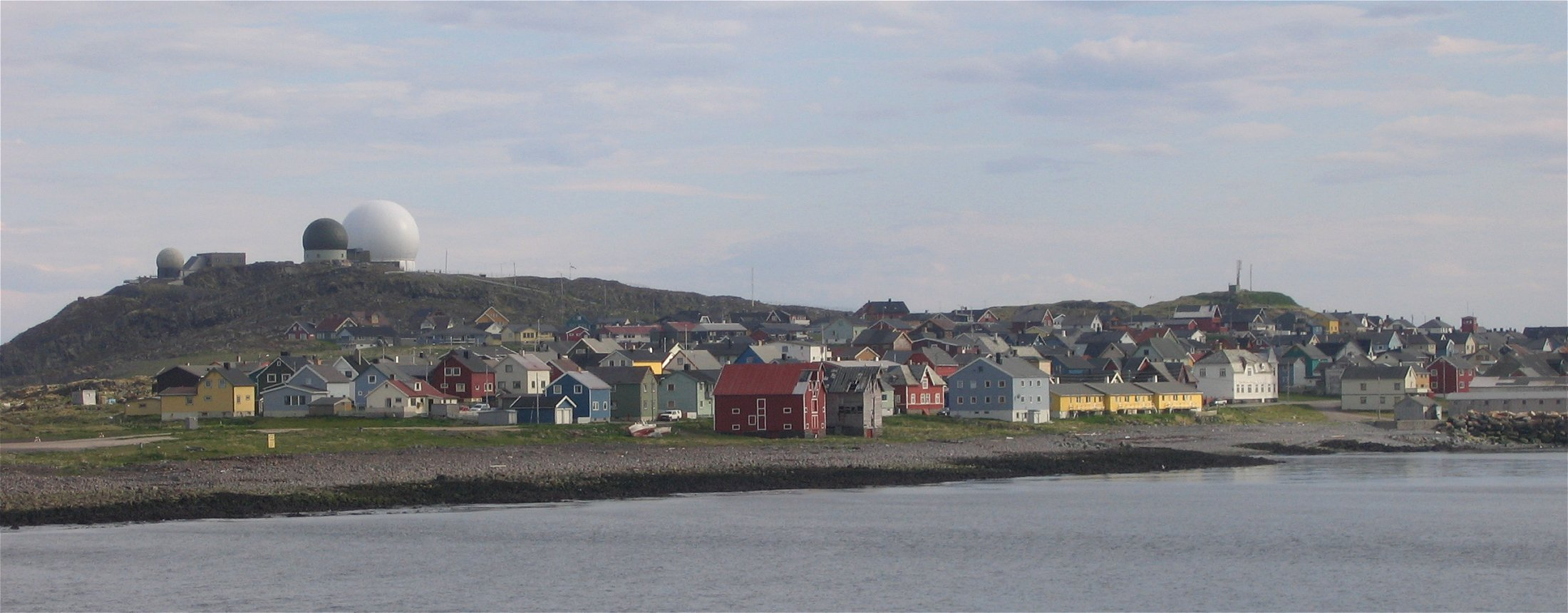
Stația radar

Vardø este o comună situată în extremitatea estică a Norvegiei. Din punct de vedere administrativ face parte din fylke Finnmark, la Marea Barents. Localitatea propriu zisă se află pe o insulă cu importanță strategică însemnată.
Aici s-a aflat în timpul Războiului Rece o stație radar care a monitorizat activitatea militară a Uniunii Sovietice.
Din 1998 este instalată aici stația Globus II, parte a sistemului defensiv al NATO.
Insula Vardø a fost folosită încă din secolul al XVIII-lea pentru observații astronomice. În 1769 profesorul Maximilian Hell a urmărit de aici Tranzitul lui Venus, în baza căruia a calculat distanța de la Pământ la Soare.